# Tipula (Acutipula) leptoneura
Tipula (Acutipula) leptoneura is een tweevleugelige uit de familie langpootmuggen (Tipulidae). De soort komt voor in het Australaziatisch gebied.